# Sorcerer Lord
 Sorcerer Lord  est un jeu vidéo de type wargame publié par  Personal Software Services en 1987 sur ZX Spectrum et Amstrad CPC. Le jeu se déroule dans le monde médiéval-fantastique de Galanor dont la capitale, Yarthos, est menacé par l’armée d’un sorcier maléfique. Le joueur commande les trois races qui peuplent le royaume de Galanor et tente d’arrêter l’invasion. Il ne commande au départ qu’un petit nombre de personnages et doit recruter une armée au fur et à mesure qu’il progresse dans le jeu. 

## Accueil
| Sorcerer Lord |      |        |
| Média         | Pays | Notes  |
| ACE           | GB   | 84.4 % |
| Crash         | GB   | 70 %   |
| Sinclair User | GB   | 10/10  |
| Your Sinclair | GB   | 9/10   |